# ウバウオ
ウバウオ（姥魚、学名：Aspasma ubauo）は、ウバウオ亜目ウバウオ科に属する魚類の一種。本種のみでウバウオ属 Aspasmaを構成する。

## 概要
ウバウオは太平洋北西部に分布し、日本では青森県から和歌山県､宇和海､長崎県にかけての海域に生息する。水深10mまでの浅い岩礁域に住み、アラメなど褐藻に吸着している姿がしばしば観察される。吻から眼を横切って走行する褐色の縦縞が特徴で、体長は6cm程度。頬や体部には斑点状の模様があるが、色彩や大きさは個体によってさまざまである。